# Ibrahim Ier
Pour les articles homonymes, voir Ibrahim (homonymie).
Ibrahim Ier, né le 5 novembre 1615 à Constantinople où il meurt le 18 août 1648, dit Ibrahim le fou, est sultan de l'Empire ottoman et calife de l’islam de 1640 à 1648.

## Biographie
Confiné au Kafes pendant le règne de son frère Mourad IV, à la mort de celui-ci il est relâché et fait sultan en 1640, malgré l'ordre que Mourad IV avait donné de l'assassiner peu de temps avant sa mort, à la suite du refus de sa mère Kösem. En très peu de temps, il mène son Empire au bord de l'effondrement. Probablement mentalement dérangé — il aurait été neurasthénique — il est également déprimé par la mort de son frère Kâsım (tr).
Ibrahim reste tout d'abord loin de la politique, mais y prend part pour arrêter et exécuter un certain nombre de vizirs. Il mène une guerre contre Venise et, malgré le déclin de la Sérénissime, la flotte vénitienne remporte des victoires à travers la mer Égée, prenant même Ténédos, à l'entrée des Dardanelles, en 1646. Le règne d'Ibrahim devient de plus en plus imprévisible et il est déposé après un coup d'État conduit par le grand Mufti, le grand vizir Sofu Mehmed Pasha, et Turhan Sultan, mère du nouveau sultan. Remis au Kafes est étranglé peu de temps après sous les ordres de Turhan Sultan,. Son fils Mehmed IV lui succède, avec une période de régence de Kösem puis de la sultane consort Hatice Turhan. Cette dernière a survécu à l'extermination de 280 concubines noyées dans le Bosphore sur l'ordre d'Ibrahim,.